# The Short Waves
The Short Waves, ook bekend onder de Turkse naam Kısa Dalga Vokal Grubu, was een Turkse band.

## Biografie
The Short Waves bestonden van 1976 tot 1980 en werden toen ontbonden. Drie jaar later werd de groep evenwel terug bijeen gebracht om samen met Çetin Alp deel te nemen aan de Turkse preselectie voor het Eurovisiesongfestival. Met het nummer Opera won men de nationale finale, waardoor men Turkije mocht vertegenwoordigen op het Eurovisiesongfestival 1983 in München. Daar eindigde Turkije op een troosteloze negentiende en laatste plek, zonder ook maar één punt te hebben ontvangen. Hierna ging de groep weer uiteen. In 1985 en 1988 kwam de groep nog tweemaal kortstondig bijeen.
1975: Semiha Yankı · 
1978: Nilüfer & Nazar · 
1980: Ajda Pekkan · 
1981: Modern Folk Trio & Ayşegül · 
1982: Neco · 
1983: Çetin Alp & The Short Waves · 
1984: Beş Yıl Önce On Yıl Sonra · 
1985: MFÖ · 
1986: Klips ve Onlar · 
1987: Seyyal Taner & Lokomotif · 
1988: MFÖ · 
1989: Pan · 
1990: Kayahan · 
1991: İzel Çeliköz, Reyhan Karaca & Can Uğurluer · 
1992: Aylin Vatankoş · 
1993: Burak Aydos · 
1995: Arzu Ece · 
1996: Şebnem Paker · 
1997: Şebnem Paker & Grup Etnik · 
1998: Tüzmen · 
1999: Tuba Önal & Grup Mistik · 
2000: Pınar Ayhan & Grup SOS · 
2001: Sedat Yüce · 
2002: Buket Bengisu & Grup Safir · 
2003: Sertab Erener · 
2004: Athena · 
2005: Gülseren · 
2006: Sibel Tüzün · 
2007: Kenan Doğulu · 
2008: Mor ve Ötesi · 
2009: Hadise · 
2010: MaNga · 
2011: Yüksek Sadakat · 
2012: Can Bonomo